# Drury Lake
Drury Lake är en sjö i Kanada.   Den ligger i territoriet Yukon, i den västra delen av landet, 4 100 km väster om huvudstaden Ottawa. Drury Lake ligger 708 meter över havet.